# SMS S 53
S 53 – niemiecki niszczyciel z okresu I wojny światowej. Piąta jednostka typu S 49. Okręt wyposażony w trzy kotły parowe opalane ropą. Zapas paliwa 305 ton. S 53 brał udział w bitwie jutlandzkiej. W 1918 roku internowany w Scapa Flow. Zatopiony przez załogę 21 czerwca 1919 roku. Złomowany w 1927 roku.